# بابیاک
بابیاک (به بلغاری: Babyak) یک منطقهٔ مسکونی در بلغارستان است که در شهرستان بلیتسا واقع شده‌است.
 بابیاک ۱۶٫۶۶۲ کیلومتر مربع مساحت و ۷۸۱ نفر جمعیت دارد و ۱٬۳۳۷ متر بالاتر از سطح دریا واقع شده‌است.